# Philip J. Rock
Philip J. Rock (Chicago, 4 maggio 1937 – Chicago, 29 gennaio 2016) è stato un politico statunitense.

## Biografia
È stato Presidente del Senato dell'Illinois.